# Stanisław Adamiec
Stanisław Adamiec (ur. 30 lipca 1933 w Katowicach, zm. 20 lutego 2003) – polski działacz partyjny i samorządowy, w latach 80. prezydent Tarnowskich Gór.

## Życiorys

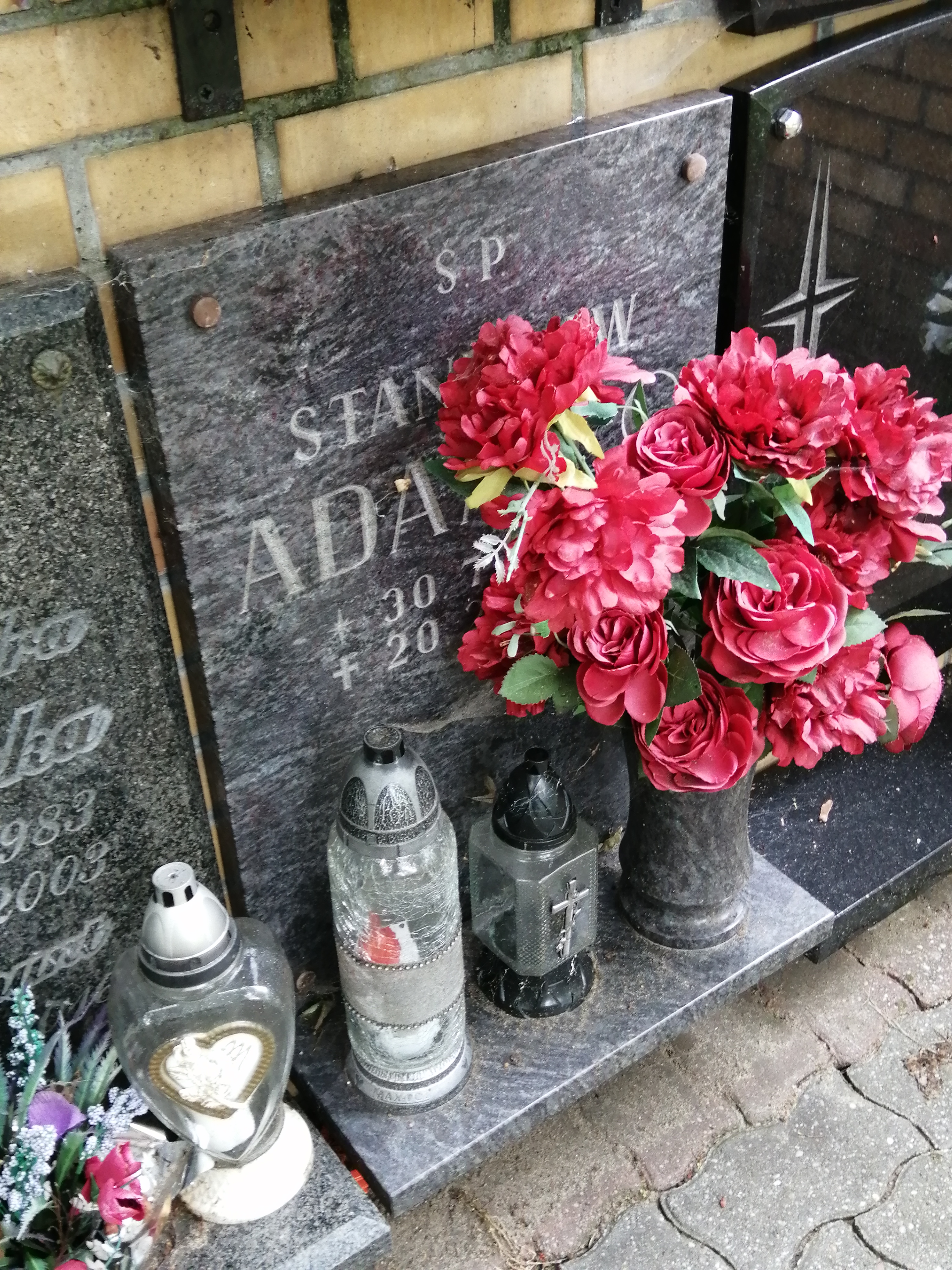
Nagrobek Stanisława Adamca na cmentarzu komunalnym w Tarnowskich Górach (2023)

Syn Pawła i Łucji. W 1954 wstąpił do Polskiej Zjednoczonej Partii Robotniczej. Ukończył studia magisterskie, kształcił się w dwuletnim studium nauk społecznych przy Komitecie Wojewódzkim PZPR w Krakowie oraz na kursie doskonalenia kadr kierowniczych i specjalistycznych w Centralnym Ośrodku Doskonalenia Kadr Kierowniczych w Warszawie. Pochodził z Katowic, w 1965 przeprowadził się do Tarnowskich Gór. Został członkiem plenum i egzekutywy Komitetu Miejskiego PZPR w Tarnowskich Górach, od 1977 do 1981 pozostawał sekretarzem tego komitetu. W latach 1982–1990 był ostatnim komunistycznym prezydentem Tarnowskich Gór. Po zakończeniu jego kadencji to stanowisko zostało przekształcone w funkcję prezydenta miasta.